# Cháy rừng tại Victoria 2009
Các vụ cháy rừng đã lan ra khắp tiểu bang Victoria, vùng Đông Nam Úc hôm Thứ Bảy ngày 7 tháng 2 năm 2009. Các ngọn lửa cao ngất đã thiêu hủy toàn bộ nhiều thị trấn tại Victoria, khiến dân chúng nơi đây lũ lượt dùng xe hốt hoảng tháo chạy trong khi số người thiệt mạng lên đến 108 hôm Thứ Hai 9 tháng 2, giờ địa phương, đánh dấu thiên tai hỏa hoạn gây thiệt hại nhân mạng lớn nhất từ trước đến nay tại quốc gia này. Chỉ ngày kế tiếp, con số thiệt mạng đã tăng lên 173 người và thiêu hủy khoảng 750 căn nhà trong lúc nhiệt độ cao và gió với cường độ rất mạnh đã cùng nhau tạo thành biển lửa khủng khiếp.
Vụ cháy bụi rậm này là thảm họa thiên nhiên tệ hại nhất ở Úc trong 110 năm. Vụ cháy dữ dội nhất gần đây tại Úc, đã xảy ra hồi năm 1983, làm 75 người chết và hơn 3.000 ngôi nhà bị thiêu rụi tại các tiểu bang Victoria và South Australia. Ngoài ra trước đó có 71 người chết và 650 căn nhà bị phá hủy trong trận cháy năm 1939. Cháy rừng thường xuyên xảy ra trong Mùa Hè ở Úc.

## Chi tiết
Đám cháy này có chiều rộng lên đến 20 cây số và lan ra với tốc độ 60 cây số giờ. Chỉ trong 1 ngày, đã có 298 km vuông đã bị thiêu rụi. Các đám cháy ở Victoria được coi là gây nhiều thiệt hại nhất trong các đám cháy ở ba tiểu bang nước Úc hôm Thứ Bảy với nhiệt độ lên đến 47 độ C. Các nhân chứng thấy các thân cây phát nổ và bầu trời đầy tro than cùng với gió lốc tạo ra tình trạng như trong một lò lửa.
Dân chúng trong khu vực nằm trên đường tiến của ngọn lửa nhìn thấy thành phố của mình bốc cháy và màn ảnh truyền hình cho thấy các ngọn lửa bốc cao đến 8 thước. "Cả thành phố nay đang bốc cháy," Peter Mitchell, một người dân ở thị trấn Kinglake, cho đài phát thanh Úc hay. "Chúng tôi chẳng có thời giờ để phản ứng... ngọn lửa kéo tới chỉ trong mấy phút."
Cảnh tượng hỗn loạn nơi bị cháy và các nỗ lực chữa cháy được tiến hành khiến việc thu thập tin tức, kể cả số người chết và tài sản bị thiêu rụi, rất khó khăn. Hơn 30.000 nhân viên cứu hỏa dù đã mệt nhoài cũng vẫn phải tiếp tục chiến đấu với khoảng 30 đám chạy hiện ra ngoài tầm kiểm soát khi trời sụp tối, dù rằng tình hình nay đã có phần thuận lợi hơn, sau khi trực thăng và đủ loại phi cơ đổ hàng triệu tấn nước xuống các ngọn lửa đã phải trở về căn cứ vì lý do an ninh. Sẽ mất nhiều ngày sau đó có thể ngăn chặn đám cháy, dù rằng nhiệt độ tiếp tục xuống thấp hơn, theo nguồn tin này.
Quân đội có thể được đưa đến để trợ giúp công tác cứu hỏa, và việc trợ giúp khẩn cấp 10 triệu đô la Úc (khoảng 119 tỷ đồng Việt Nam) cho vùng thiên tai đã được loan báo.

### Lửa tan
Vào Thứ Tư, 4 tháng 3, giới chức Úc tuyên bố, mùa cháy rừng tồi tệ, khiến nhiều người chết đã kết thúc và an toàn cho hàng nghìn người phải rời bỏ nhà cửa về lại nhà mình.
Các đội chữa cháy đã giảm dần hoạt động sau khi mưa đổ xuống, gần một tháng sau khi những đám cháy khủng khiếp tàn phá vùng đông nam Úc, làm 210 người thiệt mạng.
"Lúc này, chúng tôi nhìn thấy một tia sáng ở cuối đường hầm", quan chức thuộc lực lượng khẩn cấp bang Victoria là Bruce Esplin nói. "Có một cơ hội để cộng đồng ở Victoria bắt đầu quá trình tưởng niệm, bắt đầu tái thiết mà không bị ngọn lửa đe doạ".
Việc tìm kiếm các thi thể vẫn tiếp tục nhưng mưa đã làm giảm mạnh mối đe doạ về cháy rừng. Theo ông Bruce, đã tới lúc những người lính cứu hoả ở nước ngoài và các bang khác trở về nhà.

### Tái thiết
Ngoài ra, khi hoạt động cứu trợ khẩn cấp sắp chấm dứt, cơ quan các dịch vụ con người cho biết, một giai đoạn mới của những hoạt động tái thiết sẽ bắt đầu. Chính phủ Úc thông báo sẽ cung cấp nơi ở tạm thời lên đến 18 tháng cho những người mất nhà vì cháy rừng, trong đó 3 tháng đầu tiên được miễn tiền thuê.
Chính phủ Úc sẽ bắt đầu phân phát quỹ phục hồi 200 triệu Mỹ kim, mỗi người bị ảnh hưởng vì bão lửa sẽ được nhận một phần, John Brumby, thủ hiến bang Victoria nói. Nhà chức trách vẫn cảnh giác cao độ đối với 4 đám cháy còn sót lại. "Mẹ thiên nhiên hôm qua đã ném mọi thứ vào Victoria. Chúng tôi có gió, có bão bụi, có mưa và có lửa", quan chức phụ trách chữa cháy tên là Steve Warrington nói.

## Điều tra
Vào thứ Hai 9 tháng 2 năm 2009, cảnh sát Úc đã gọi các thị trấn bị thiêu rụi trong biển lửa là những phạm trường, và thủ tướng Úc đã nói đến tội ác giết người hàng loạt sau khi các điều tra viên cho hay có thể đã có những người cố ý gây ra những đám cháy. Cảnh sát tiểu bang Victoria cho biết phần lớn số nạn nhân mới vừa tìm được, là ở hai thị trấn nhỏ, Strathewen và St. Andrews, nằm về phía Đông Bắc thành phố Melbourne.
Hôm sau, thứ Ba 10 tháng 2, cảnh sát Úc lùng sục qua cảnh vật bị cháy đen để tìm manh mối trong cuộc truy tìm những kẻ có thể đã nổi lửa đốt, giữa lúc số người chết trong những vụ cháy bụi rậm tệ hại nhất trong nước có thể sẽ vượt quá 200 người. Ủy viên cảnh sát Christine Nixon của tiểu bang Victoria đã mở cuộc điều tra đốt nhà lớn nhất trong nước, thề sẽ bắt giữ bất cứ người nào đã nổi lửa khơi mào một đám cháy.
Những đám cháy bụi rậm đã quét ngang Victoria đêm Thứ Bảy "đáng nghi ngờ" bởi vì đã không có biến cố thiên nhiên nào như sấm chớp gây ra các ngọn lửa. Bất cứ ai bị xét có tội cũng có thể bị buộc tội giết người. "Luật lệ của tiểu bang quy định rằng họ có thể bị tù chung thân," Thủ tướng Kevin Rudd của Úc nói. "Quan điểm cá nhân của tôi là nên để họ chết rục trong tù. Đây là vụ giết người ghê tởm trên một quy mô lớn."
Các viên chức đã tuyên bố vùng thảm họa là một khu vực tội phạm, và bao gồm hơn 20 thị trấn ở phía Bắc của Melbourne. Khoảng 25 đám cháy vẫn còn đang cháy ở Victoria hôm Thứ Ba 10 tháng 2, với hơn một chục thị trấn được đặt trong tình trạng báo động trong khi gió mạnh làm lửa bùng lên.

## Thiệt hại
Sự thiệt hại về nhân mạng cũng như tài sản, lên cao mỗi ngày, đã làm bàng hoàng Úc vốn đã quen với các trận bão lửa chết người mỗi năm. Không có lời giải thích nào được coi là chính xác nhưng sự hốt hoảng và tốc độ lây lan quá nhanh của ngọn lửa, có thể đã gây ra thiệt hại quá nặng nề.
Thủ tướng Kevin Rudd, người tỏ vẻ vô cùng giận dữ trong một cuộc phỏng vấn trên truyền hình, đã bày tỏ sự căm phẫn của cả nước khi nói rằng thành phần cố ý gây hỏa hoạn có thể đã là thủ phạm của một số trong khoảng 400 đám cháy tàn phá tiểu bang Victoria hay ít ra là đã giúp ngọn lửa vượt qua sự ngăn chặn của lính cứu hỏa. "Chúng ta có thể nói gì về những người như vậy?" ông Rudd nói. "Không còn có lời lẽ gì để diễn tả điều này hơn là sự giết người hàng loạt."
Những người cố ý gây hỏa hoạn có thể bị truy tố tội giết người, vốn có thể lãnh án tù chung thân ở Úc. Còn hơn một chục đám cháy chưa kiểm soát được trong khắp tiểu bang Victoria dù rằng thời tiết có mát hơn hôm Thứ Bảy 7 tháng 2, vốn có độ nóng lên đến mức kỷ lục và gió mạnh tới 100 cây số giờ.
Số người chết vì cháy rừng đã lên quá con số 173 vào ngày 9 tháng 2, và con số người chết và tài sản còn tăng lên thêm nữa, khi các toán tìm kiếm đang đi đến các vùng cháy vừa bị dập tắt, để tổng kết các con số thiệt hại. Các nhà khí tượng trong khi đó tiên đoán rằng thời tiết sẽ nóng trở lại trong tuần, tạo thêm rủi ro hỏa hoạn.

## Phản ứng
Thảm kịch này đã gây xúc động khắp nước Úc. Giới lãnh đạo các tiểu bang khác, vốn chính họ đã bị ảnh hưởng của cháy rừng trước đây, hứa sẽ gửi tiền bạc và các toán cứu hỏa tình nguyện. Các quỹ cứu trợ khởi sự hôm Chủ Nhật 8 tháng 2 cũng nhanh chóng nhận được sự đóng góp của dân chúng.
Các nghiên cứu của chính phủ cho thấy có đến một nửa số của khoảng 60.000 vụ cháy mỗi năm tại Úc, là do có người cố ý đốt hay từ những nguyên do đáng ngờ. Sét đánh và có người sử dụng máy móc gần đám cỏ khô là những nguyên nhân khác gây ra cháy rừng.
Nữ hoàng Anh Elizabeth Đệ nhị đã gởi các lời chia buồn đến dân chúng Úc, trong khi Quốc hội Úc đã tạm ngưng các phiên họp để đánh dấu điều mà Phó Thủ tướng Julia Gillard gọi là "một trong những ngày đen tối nhất trong lịch sử thời bình của Úc Đại Lợi."

## Thương vong
Theo cảnh sát tiểu bang Victoria, số người chết có thể sẽ vượt lên vì hàng chục đám cháy vẫn tiếp tục lan ra trong đêm Thứ Bảy 7 tháng 2. Đây được xem là ngày cháy lớn nhất trong lịch sử của Úc. Theo phó giám đốc cảnh sát tiểu bang Victoria, Kieran Walshe, số người thiệt mạng đã được xác nhận là ở bốn địa điểm khác nhau, một số có liên hệ đến cùng một đám cháy khởi sự từ Gippsland, một khu vực nông nghiệp rộng lớn với nhiều xóm làng nhỏ và các khu lâm viên quốc gia với nhiều cây khuynh diệp già cỗi.
Ước tính 10.000 người phải lưu lạc vì cháy rừng khi lửa thiêu rụi hơn 2.000 ngôi nhà. Số người chết đứng ở 210 nhưng nó có thể tăng sau khi việc tìm kiếm và khám nghiệm tử thi kết thúc.

## Hậu quả
Những vụ hỏa hoạn đã gia tăng áp lực lên vị thủ tướng để ông phải có hành động quyết liệt về sự thay đổi khí hậu. Các khoa học gia cho rằng tình trạng địa cầu ấm lên đã đưa tới những điều kiện gây ra thảm họa. Úc đặc biệt dễ bị ảnh hưởng vì sự thay đổi khí hậu bởi vì môi trường nóng và khô tại đây. Tiểu bang Victoria đã ra lệnh cho một Ủy ban điều tra xem xét mọi khía cạnh của những vụ cháy bụi rậm, kể cả các hướng dẫn về an toàn.
Các viên chức nói đường lối tốt nhất để sống còn trong những vụ cháy rừng là di tản sớm hoặc ở lại và bảo vệ nhà cửa. Nhưng các chuyên viên nói hình như nhiều nạn nhân đã kinh hoảng và chạy trốn vào thời điểm tệ hại nhất. Vài người đã bị thiêu sống trong xe hơi khi họ cố chạy đua với những ngọn lửa.
Úc là nước dễ bị hỏa hoạn nhất trên thế giới, và hầu hết những vụ cháy bụi rậm là do sấm chớp gây ra. Các viên chức hỏa hoạn theo dõi những vụ sét đánh và bất cứ đám cháy nào không đi kèm với một vụ sét đánh được coi như do con người gây ra, hoặc vô tình hoặc cố ý.